# 大白田西
大白田西（英語：Tai Pak Tin West，代號S09）是香港葵青區議會下轄的選區，1994年設立，當時稱為大白田，2019年採用現名，2023年取消，末任區議員為民建聯成員郭芙蓉。

## 範圍
選區位於葵涌東北部，原有大白田選區劃分以和宜合道南段為中軸，由青山公路－葵涌段以東、梨木道以西的橫狀地帶，但廣義而言，大白田包含上葵涌區絕大部份的私樓區，除石蔭路以北四幢大廈（金石樓南北座、天安樓及葵發大廈）之外，但當區居民會認為已經橫跨三個地區：石籬、石蔭及打磚坪。
2019年區議會選舉，因應東北葵涌一帶人口上升，需要新增一個選區，和宜合道以東一帶樓宇（誼發大廈、瑞景大廈、葵涌花園等）被改劃至新選區大白田東，餘下的雍雅軒、葵星中心、寶星中心、屏麗徑、石英徑及大隴街以北大廈群則組成現時的大白田西選區。

## 沿革
大白田選區於1994年區議會選舉出現，主要是將分散在原有葵涌東及葵涌北選區的私人住宅樓宇劃為一區，該次選舉由身兼寶星中心法團主席，得到港同盟匯點支持的徐生雄及民協成員黃翠儀爭奪，結果徐生雄當選。選後港同盟匯點合併成立民主黨，徐亦為創黨成員，其後更在1999年區議會選舉自動當選連任。
2003年區議會選舉，民主黨徐生雄角逐連任，另一候選人為時任民主建港聯盟委任議員鄧志超（他太太為民建聯葵青支部主席、有「荃灣歌后」之稱的歐陽寶珍），徐以千八票擊敗鄧的千二票勝出。
2007年區議會選舉，民建聯改派「福建莆田仙游同鄉會葵青分會」幹事曹立舸參選與繼續連任的徐生雄爭奪，希望以曹年輕及閩籍的形象能奪得議席（石蔭路一帶有聚居不少福建人士），徐再次以千四票連任，曹立舸僅得千一票。
2011年區議會選舉民建聯改派曾任石籬邨石寧樓互委會主席的葵涌居民協會會長呂學能參選（他女兒呂迪明也在梨木樹東參選，而他女婿為該屆區議會票王劉國勳），人民力量也派出地產經紀曾幸旺參選，狙擊支持通過2012年香港政治制度改革政府方案的民主黨，最後徐生雄以1,650票當選。
2015年區議會選舉，徐敗於民建聯的郭芙蓉，是大白田選區成立以來首次有議員更替。
2019年區議會選舉，選區重劃並更名為大白田西，由於本區接收原大白田選區大部分範圍，上屆在本區首遇失利的民主黨徐生雄，則轉赴離島區議會新設的東涌北議席開拓，不再參選本區，而民建聯時任區議員郭芙蓉於本區爭取連任，遇上兩位民主派人士，包括任職《蘋果日報》記者的司徒港燊以及獲得民主派區選聯盟認可的獨立民主派人士何卓威挑戰。最終在兩位民主派人士，在選前有當區居民於梨木道公園內舉行，並以協調為目的之社區論壇及後在公園內進行的初選後（何氏於當年8月發起荃葵青居民遊行後並獲民主動力認可參選，但事後並無落區工作，亦沒有尋求其他區內民主派支持開展地區活動，而導致居於鄰區葵興光輝圍的司徒氏認為此區屬無人角逐的「白區」投入參選，並獲其工作的《蘋果日報》母公司壹傳媒的支援，使其落區次數比何頻密，《蘋果日報》又製作由司徒氏為主持介紹選區內「死場」葵星中心商場等軟性影片而使其更具知名度，最終居民自發舉行的初選，司徒氏得票以55%對比何氏的45%，但雙方繼續以落區先後、獲民主動力認可、「初選」安排倉促及簡陋等各執一詞），仍然互相競爭的情況下，郭芙蓉以不足一半得票率險勝連任。由於鄰近的石蔭、安蔭、石籬北、石籬南、以及新設立的選區大白田東均由民主黨成員勝出，加上基於反修例運動下，葵涌區其他選區均由民主派人士勝出，郭芙蓉成為東北葵涌，以至整個葵涌區唯一的親中派區議員。

## 歷屆議員
| 屆別           | 議員   | 政治聯繫 | 政治聯繫 |
| -------------- | ------ | -------- | -------- |
| 1994年－1999年 | 徐生雄 |          | 民主黨   |
| 2000年－2003年 | 徐生雄 |          | 民主黨   |
| 2004年－2007年 | 徐生雄 |          | 民主黨   |
| 2008年－2011年 | 徐生雄 |          | 民主黨   |
| 2012年－2015年 | 徐生雄 |          | 民主黨   |
| 2016年－2019年 | 郭芙蓉 |          | 民建聯   |
| 2020年－2023年 | 郭芙蓉 |          | 民建聯   |

## 歷屆選舉結果
| 政党   | 政党   | 候选人      | 票数  | %     | ±      |
| ------ | ------ | ----------- | ----- | ----- | ------ |
|        | 民建聯 | ①. 郭芙蓉   | 2,449 | 48.03 | ▼11.06 |
|        | 獨立   | ②. 司徒港燊 | 2,106 | 41.30 | N/A    |
|        | 獨立   | ③. 何卓威   | 544   | 10.67 | N/A    |
| 多数票 | 多数票 | 多数票      | 343   | 6.73  | ▼11.44 |

| 政党   | 政党   | 候选人    | 票数  | %     | ±      |
| ------ | ------ | --------- | ----- | ----- | ------ |
|        | 民建聯 | ①. 郭芙蓉 | 2,884 | 59.09 | 不適用 |
|        | 民主黨 | ②. 徐生雄 | 1,997 | 40.91 | ▼9.03  |
| 多数票 | 多数票 | 多数票    | 887   | 18.17 | ▲13.27 |

| 政党   | 政党     | 候选人    | 票数  | %     | ±      |
| ------ | -------- | --------- | ----- | ----- | ------ |
|        | 民主黨   | ①. 徐生雄 | 1,650 | 49.94 | ▼5.45  |
|        | 民建聯   | ②. 呂學能 | 1,488 | 45.04 | 不適用 |
|        | 人民力量 | ③. 曾幸旺 | 166   | 5.02  | 不適用 |
| 多数票 | 多数票   | 多数票    | 162   | 4.90  | ▼5.88  |

| 政党   | 政党   | 候选人    | 票数  | %     | ±      |
| ------ | ------ | --------- | ----- | ----- | ------ |
|        | 民主黨 | ①. 徐生雄 | 1,429 | 55.39 | 不適用 |
|        | 民建聯 | ②. 曹立舸 | 1,151 | 44.61 | 不適用 |
| 多数票 | 多数票 | 多数票    | 278‬   | 10.78 | ▼7.32  |

| 政党   | 政党   | 候选人    | 票数  | %     | ±      |
| ------ | ------ | --------- | ----- | ----- | ------ |
|        | 民建聯 | ①. 鄧志超 | 1,298 | 40.95 | 不適用 |
|        | 民主黨 | ②. 徐生雄 | 1,872 | 59.05 | 不適用 |
| 多数票 | 多数票 | 多数票    | 574   | 18.10 | 不適用 |

| 政党   | 政党   | 候选人    | 票数     | %   | ±      |
| ------ | ------ | --------- | -------- | --- | ------ |
|        | 民主黨 | ②. 徐生雄 | 自動當選 | N/A | N/A    |
| 多数票 | 多数票 | 多数票    | N/A      | N/A | 不適用 |

| 政党   | 政党           | 候选人 | 票数 | %     | ±      |
| ------ | -------------- | ------ | ---- | ----- | ------ |
|        | 港同盟/匯 匯點 | 徐生雄 | 705  | 55.82 | 不適用 |
|        | 民協           | 黃翠儀 | 558  | 44.18 | 不適用 |
| 多数票 | 多数票         | 多数票 | 147  | 11.64 | 不適用 |